# William Artur de Oliveira
William Artur de Oliveira (Brazilië, 20 oktober 1982) - alias William - is een Braziliaanse voetballer die bij voorkeur als middenvelder speelt.